# Gesetz über die Deutsche Nationalbibliothek
Das Gesetz über die Deutsche Nationalbibliothek (DNBG) vom 22. Juni 2006 (BGBl. I S. 1338) regelt Aufgaben, Befugnisse und Organisation der Deutschen Nationalbibliothek.  

## Geschichte
Das Ziel des Gesetzgebers war, die Regelungen über Aufgaben, Befugnisse und Organisation der zentralen Archivbibliothek und des nationalbibliografischen Zentrums der Bundesrepublik Deutschland, die bis dahin im Gesetz über die Deutsche Bibliothek vom 31. März 1969 (BGBl. I S. 265) geregelt waren, an die modernen Gegebenheiten anzupassen. Das Gesetz, das nicht der Zustimmung des Bundesrats bedurfte, war im Mai 2005 von der Bundesregierung während der 15. Wahlperiode eingebracht worden. Es konnte wegen der Bundestagswahl im September 2005 jedoch erst in der darauffolgenden Legislaturperiode beraten und verabschiedet werden. Das Gesetz trat einen Tag nach seiner Verkündung am 29. Juni 2006 in Kraft. 

### Namensänderung
Die Änderung des Namens der Einrichtung von Die Deutsche Bibliothek zu Deutsche Nationalbibliothek war im Gesetzgebungsverfahren besonders umstritten. 
Gegen die Umbenennung wurde eingewandt, ihr bisheriger Bestand unterscheide die Deutsche Bibliothek von anderen Nationalbibliotheken deutlich und bleibe hinter diesen zurück. Die Deutsche Bibliothek sei „in ihrem Kern nichts weiter als eine Sammelstelle der seit 1913 in Deutschland erschienenen Veröffentlichungen“ gewesen, „weshalb sie ohne die historische Bestandstiefe auskommen muss, die andere Nationalbibliotheken auszeichnet.“ Erst gemeinsam mit der Bayerischen Staatsbibliothek und der Staatsbibliothek zu Berlin könne für diese drei Einrichtungen zusammengenommen insgesamt von einer „virtuellen“ oder einer „verteilten Nationalbibliothek“ die Rede sein. Im Ausland gebe es zudem große Bibliotheken, die den Charakter einer Nationalbibliothek hätten und doch diesen Namen nicht trügen, insbesondere die Library of Congress und die British Library. Die Umbenennung sei nicht zuletzt auch reine Symbolpolitik, weil damit keine Verbesserungen einhergingen, weder für das Bibliothekswesen in Deutschland insgesamt noch für Die Deutsche Bibliothek bzw. für die Deutsche Nationalbibliothek. Außerdem wies Bayern darauf hin, die Einführung einer „Deutschen Nationalbibliothek“ könne die Leistungen der Bayerischen sowie der Berliner Staatsbibliotheken schmälern.
In der Folge gaben die Leitungen der Deutschen Nationalbibliothek, der Bayerischen Staatsbibliothek und der Staatsbibliothek zu Berlin eine gemeinsame Erklärung ab, in der sie ihre zukünftigen Aufgaben aus bibliothekarischer Sicht umschrieben.
Mit einem Abstand von zehn Jahren bezeichnete der Rechtsbibliothekar Eric W. Steinhauer die Debatte als „kaum noch nachvollziehbar“. Das Thema habe sich seitdem „vollkommen erledigt.“

### Medienwerke
Weiterhin wurde im DNB-Gesetz das Pflichtexemplarrecht auf „unkörperliche Medienwerke“ erstreckt. Der Begriff des Medienwerks ersetzt seitdem den des Druckwerks nach dem Gesetz über die Deutsche Bibliothek. Er schließt Veröffentlichungen auf digitalen Datenträgern ebenso wie Netzpublikationen mit ein („alle Darstellungen in öffentlichen Netzen“, § 3 Abs. 3, § 14 Abs. 3 DNBG). Darüber hinaus ist die Abgabe von Pflichtexemplaren wie zuvor in den jeweiligen Gesetzen der Bundesländer geregelt. Die Ausweitung des Sammelauftrags war vor allem wegen der nicht absehbaren Kosten umstritten. Es wurde aber auch eingewandt, die Bibliothek wäre mit der Archivierung von Netzpublikationen überfordert. Es ist angemerkt worden, dass das geltende deutsche Urheberrecht keine ausreichende Grundlage biete, um diesen neuen Aufgaben nachzukommen.
Durch Art. 2 des Gesetzes zur Angleichung des Urheberrechts an die aktuellen Erfordernisse der Wissensgesellschaft vom 1. September 2017 (UrhWissG, BGBl. 2017 I S. 3346) wurde § 16a DNBG eingefügt und § 21 DNBG um einen Satz 2 ergänzt. Demnach dürfen die DNB und die Bibliotheken der Länder mit Pflichtexemplarrecht frei zugängliche Netzpublikationen auch auf eigene Initiative hin einsammeln und weiterverwenden. Webseiten, die in wissenschaftlichen Arbeiten zitiert werden, können dauerhaft gespeichert und allgemein zum Abruf bereitgestellt werden. Auch der Austausch unter den pflichtexemplarberechtigten Bibliotheken ist demnach zulässig.

### Sondersammlungen
Im Vergleich zum Gesetz über die Deutsche Bibliothek enthält das DNB-Gesetz den Auftrag, das Deutsche Exilarchiv 1933–1945, die Anne-Frank-Shoah-Bibliothek und das Deutsche Buch- und Schriftmuseum zu betreiben, § 2 Nr. 2 DNBG.

## Weitere Regelungen
Weitere Vorschriften enthalten die Verordnung über die Pflichtablieferung von Medienwerken an die Deutsche Nationalbibliothek (Pflichtablieferungsverordnung, PflAV), eine Rechtsverordnung im Range des Bundesrechts, sowie die Sammelrichtlinien der DNB.